# آلة وترية ذات قوس

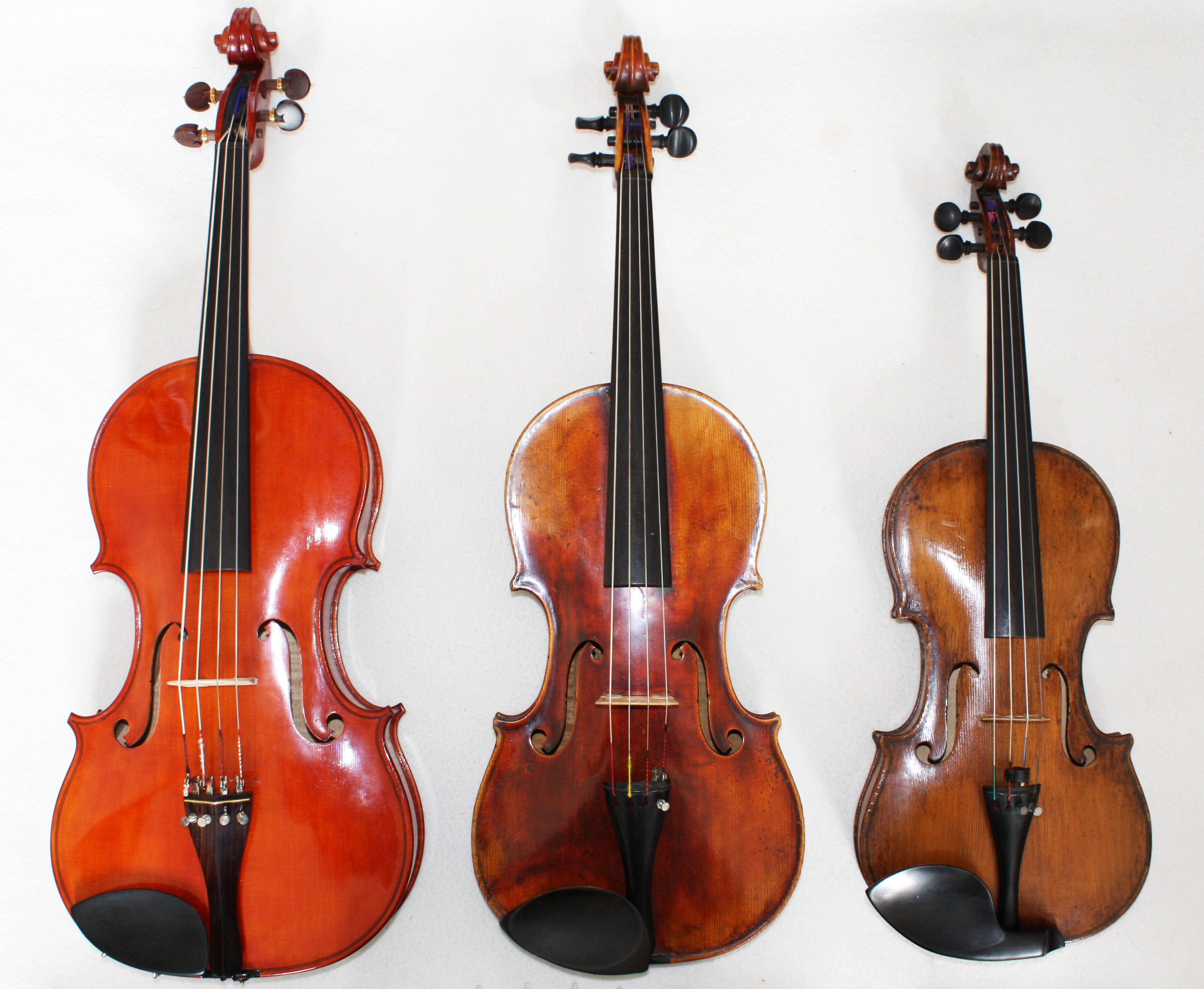

الآلة الوترية ذات قوس هي الآلات الموسيقية المجرورة بقوس، مصنوعة من الخشب به أربعة أوتار ما عدا الربابة.

## أمثلة على الآلات الوترية ذات القوس
- كمان
- كمان متوسط (فيولا)
- تشيلو
- كمان أجهر (كونتراباص)
- كمان الساق

## اقرأ أيضاً
- آلة وترية